# Nowa Wola (województwo podlaskie)
Nowa Wola – wieś w Polsce położona w województwie podlaskim, w powiecie białostockim, w gminie Michałowo. 
Wieś jest siedzibą sołectwa Nowa Wola w skład którego wchodzą: Nowa Wola i Tokarowszczyzna.

## Opis
W latach 1975–1998 miejscowość położona była w województwie białostockim.

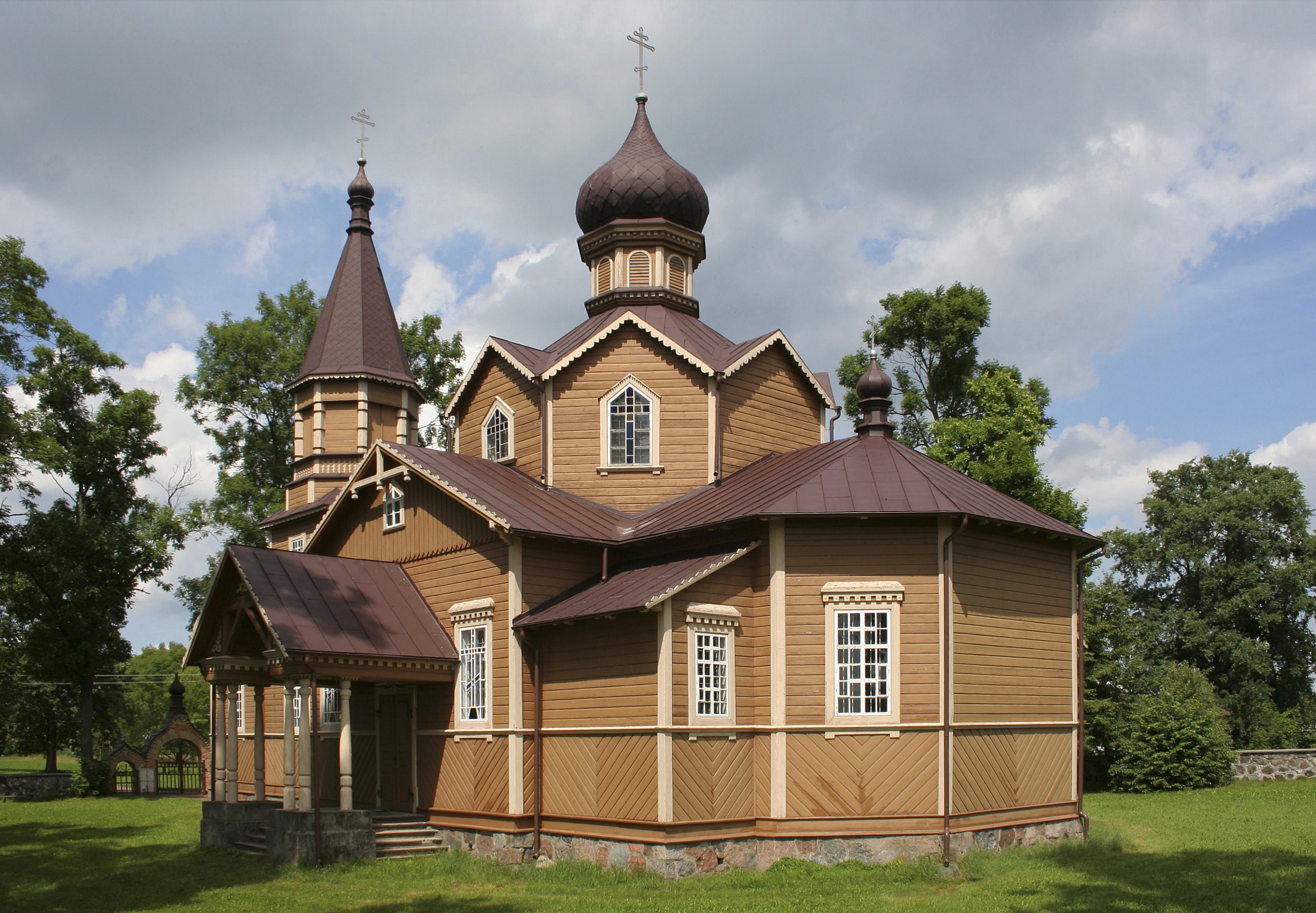
Cerkiew pod wezwaniem Narodzenia św. Jana Chrzciciela

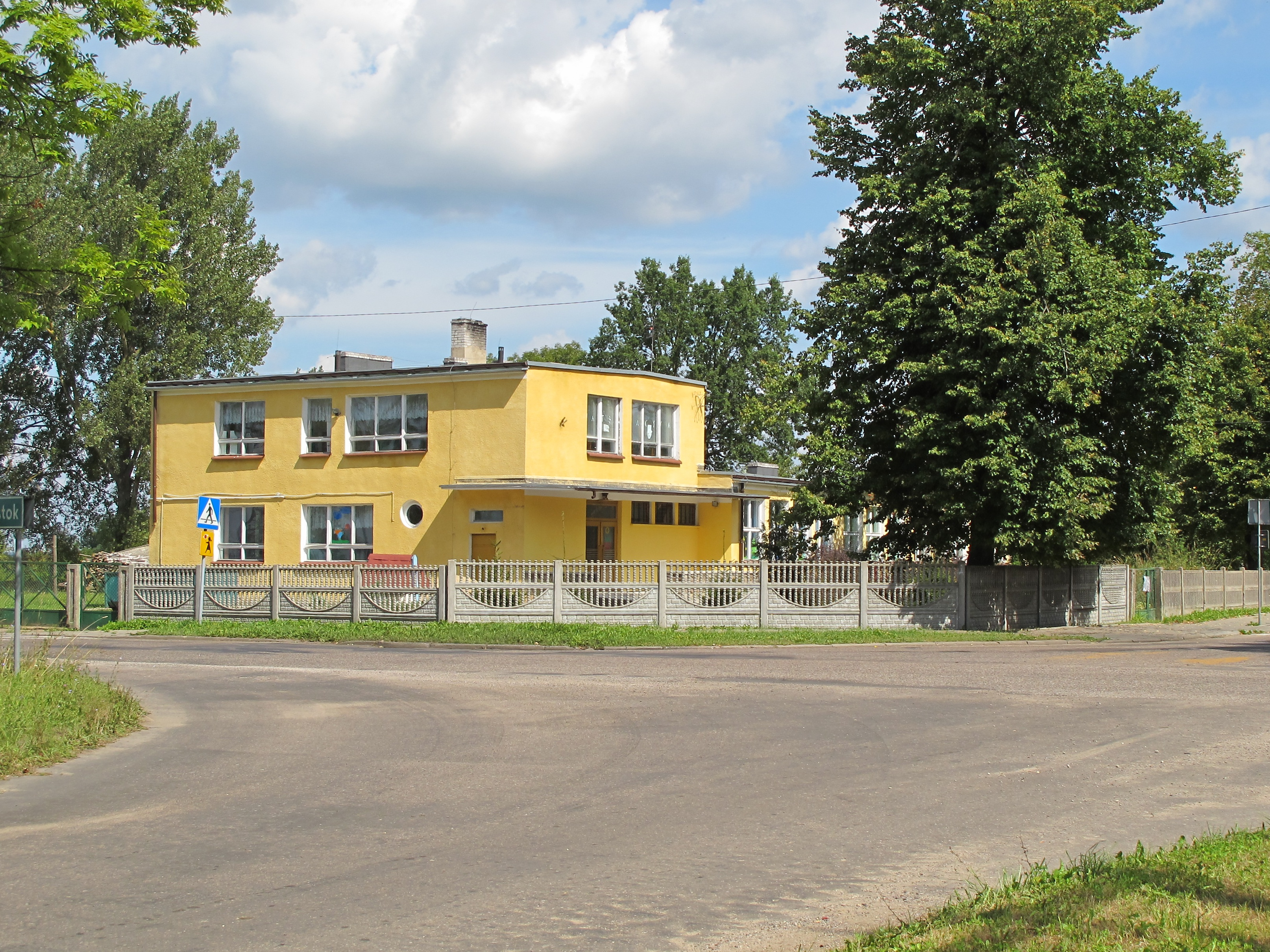
Siedziba Fundacji Nowa Wola w dawnym budynku szkolnym

Nowa Wola jest siedzibą prawosławnej parafii Narodzenia św. Jana Chrzciciela – we wsi znajduje się cerkiew parafialna oraz cmentarz z kaplicą Zaśnięcia Przenajświętszej Bogurodzicy.
Natomiast wierni kościoła rzymskokatolickiego należą do parafii Opatrzności Bożej w Michałowie.
W przekazanym przez parafię prawosławną dawnym budynku szkolnym, pod numerem 89, mieści się siedziba Fundacji Nowa Wola, która prowadzi Warsztat Terapii Zajęciowej dla osób niepełnosprawnych umysłowo.
Do 30 grudnia 2017 r. w dawnej szkole mieściła się też siedziba Fundacji Podlaskie Hospicjum Onkologiczne, prowadzącej społeczne Hospicjum Domowe pw. Proroka Eliasza. Od stycznia 2018 r. Fundacja zmieniła nazwę na Hospicjum Proroka Eliasza i ma siedzibę w Michałowie.
Według spisu ludności z 30 września 1921 roku w Nowej Woli mieszkały 224 osoby w 43 domach. Większość mieszkańców wsi zadeklarowała narodowość białoruską (215 osób), pozostali podali narodowość polską (9 osób). Pod względem wyznaniowym dominowali prawosławni (216 osób), pozostali podali wyznanie rzymskokatolickie (8 osób).
W przeszłości mieszkańcy wsi powszechnie używali między sobą gwary języka białoruskiego. W 1980 r., w ramach badań dialektologicznych przeprowadzonych w Nowej Woli pod kierunkiem Janusza Siatkowskiego odnotowano, że podstawowym środkiem porozumiewania się mieszkańców jest gwara białoruska.  Jednak w związku z migracją ludności wiejskiej do ośrodków miejskich, gwara ta jest pielęgnowana jedynie przez starsze pokolenie mieszkańców wsi, co w konsekwencji doprowadzi do jej wymarcia w najbliższej przyszłości.

## Zabytki
- Cerkiew Narodzenia św. Jana Chrzciciela parafii pw. św. Jana Chrzciciela, drewniana, wybudowana w latach 1906–1908 – nr rej.: A-290 z 14.06.1989[12].
- Kaplica Zaśnięcia Przenajświętszej Bogurodzicy w Nowej Woli